# Chlenias basichorda
Chlenias basichorda är en fjärilsart som beskrevs av Turner 1919. Chlenias basichorda ingår i släktet Chlenias och familjen mätare. Inga underarter finns listade i Catalogue of Life.